# Off The Record (EP de Jesse McCartney)
Off The Record es el segundo EP del cantautor pop estadounidense Jesse McCartney.

## Información
El EP consiste en cinco canciones acústicas grabadas en vivo en Stripped - Raw and Real y un remix de "She's No You", a lado del rapero Fabolous.
La canción "Blackbird" es un cover de la banda The Beatles.

## Canciones
1. "Without U"
2. "She's No You"
3. "Beautiful Soul"
4. "The Stupid Things"
5. "Blackbird"
6. "She's No You (Neptunes Remix)" (con Fabolous)